# Geelebek
Die Geelebek ist ein ca. 900 m langer Nebenfluss der Alten Kollau in Hamburg-Lokstedt und Hamburg-Stellingen. Sie ist Vorfluter des Tierparks Hagenbeck.
Da die Alte Kollau ein ehemaliges Teilstück der Kollau ist, mündete die Geelebek ehemals in die Kollau. Die Nebengräben sind auf einer Karte aus dem 19. Jahrhundert teilweise schon eingezeichnet.

## Verlauf und Zuflüsse
Die Geelebek entspringt an der Straße Niewisch in Hamburg-Lokstedt, wo außerdem der aus der Stellinger Schweiz kommende Nebengraben B hinzufließt.
Von da aus fließt sie Richtung Osten. Kurz vor der Unterquerung der Straße Deelwisch mündet der vom Spielplatz Deelwisch kommende, teilweise ausgetrocknete Nebengraben A in die Geelebek. Danach unterquert die Geelebek die Straßen Schwübb und Liethwisch und durchquert das Rückhaltebecken Geelebek, die Straßen Hagendeel und Wehmerstieg und mündet kurz vor dem Alma-Ohlmann-Weg in die Alte Kollau.

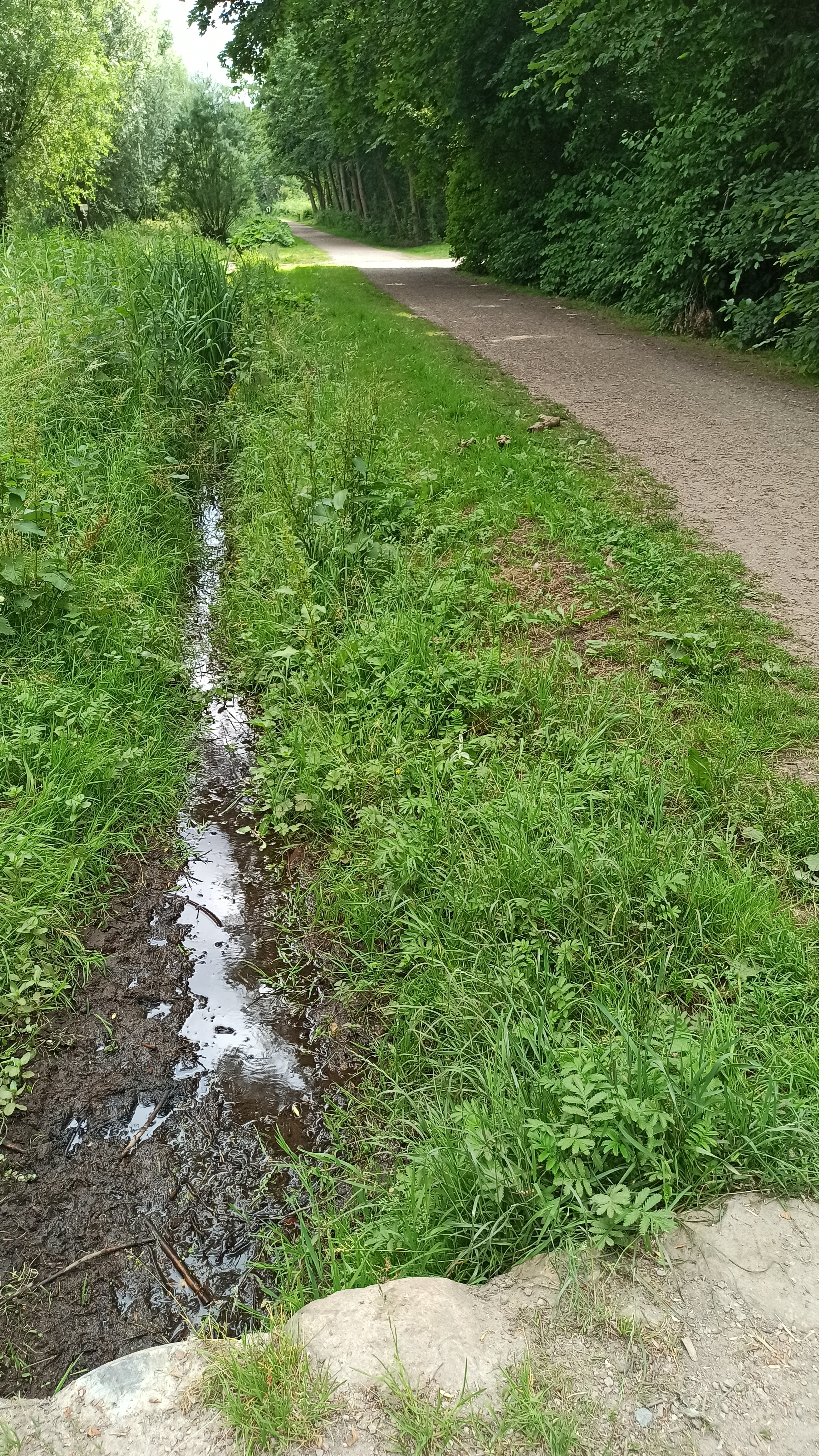
Geelebek Nebengraben B
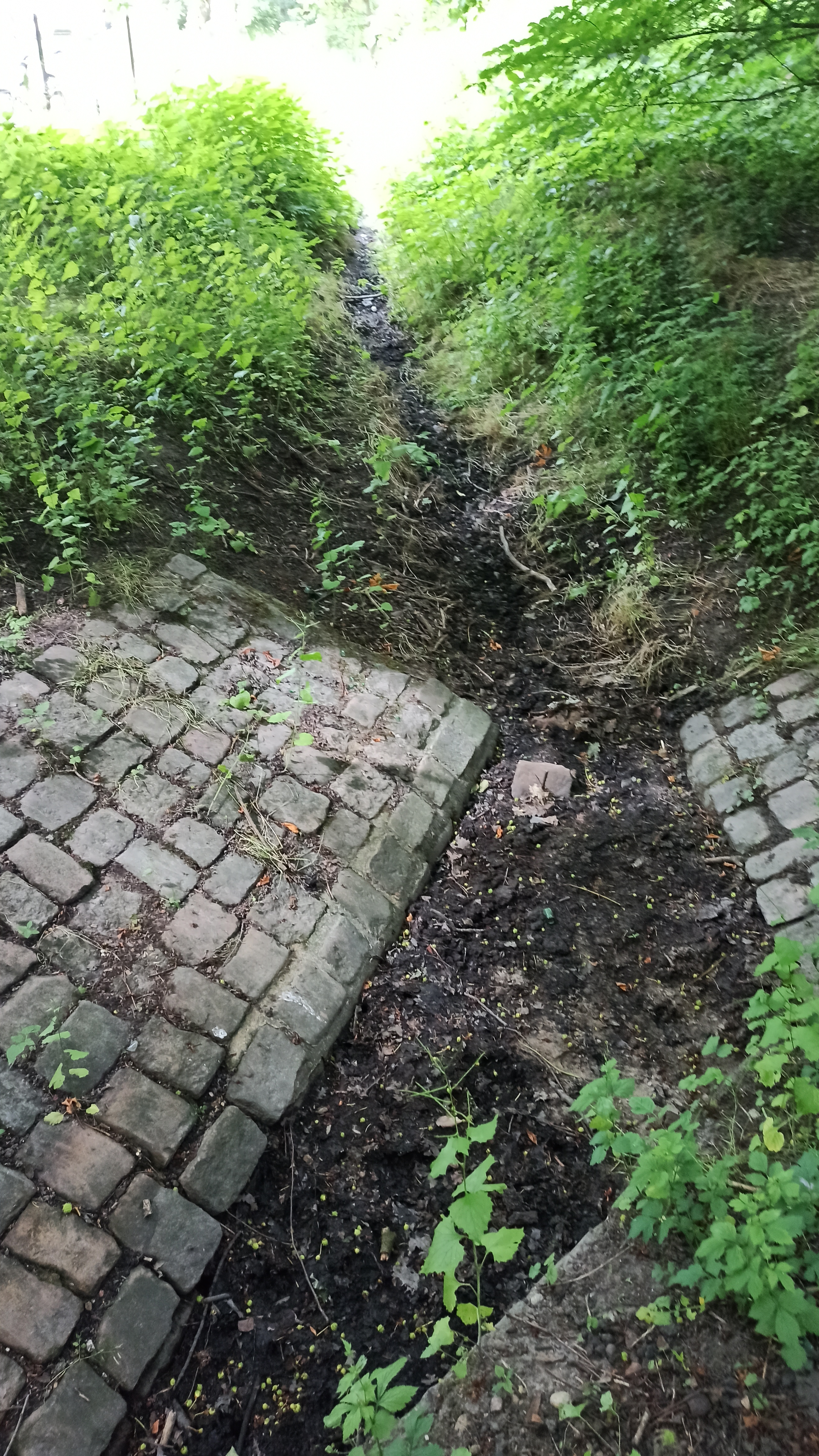
Geelebek Nebengraben A an der Quelle